# Фенрир

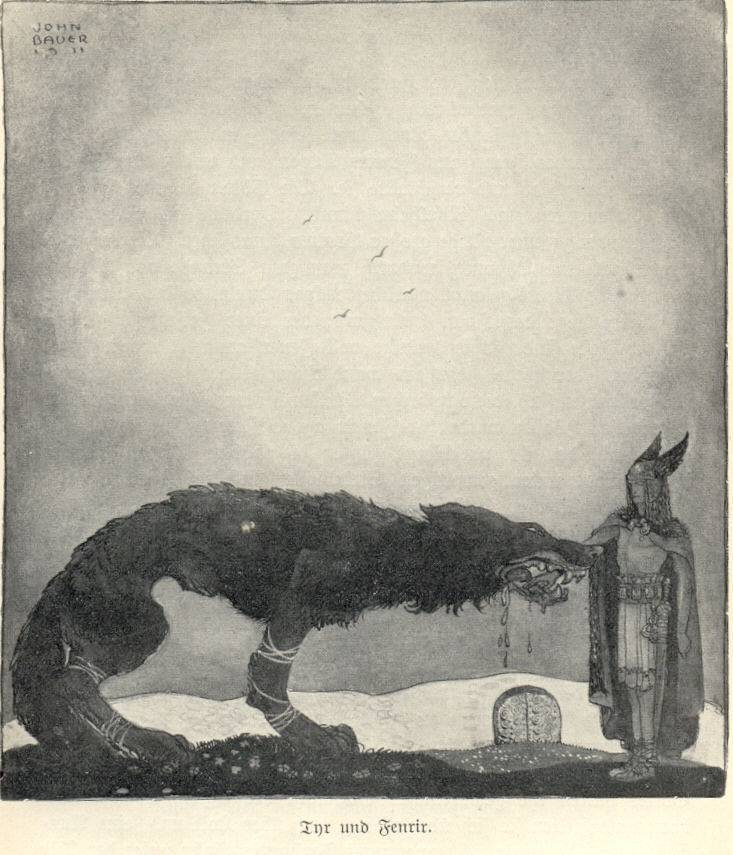
Фенрир отгрызает руку Тюру

Фенри́р (др.-сканд. Fenrir, Fenrisúlfr, Hróðvitnir) — в германо-скандинавской мифологии огромный волк, сын Локи и Ангрбоды.
Фенрир, также известный как Ужасный Волк, был вторым по счету ребенком Локи. Первоначально асы посчитали его недостаточно опасным и позволили жить в Асгарде. Волк вырос среди асов и стал настолько велик и ужасен, что кормить его отваживался только Тюр, бог воинской храбрости. Чтобы обезопасить себя, асы решили сковать Фенрира цепью. Однако могучий волк легко рвал самые крепкие цепи, такие как Лединг и Дромми. В конце концов асам хитростью всё же удалось сковать Фенрира волшебной цепью Глейпнир, которую гномы сделали из шума кошачьих шагов, женской бороды, корней гор, медвежьих жил (в древности сухожилиям приписывали свойства нервов), рыбьего дыхания и птичьей слюны. Всего этого больше нет в мире. Глейпнир была тонка и мягка, как шёлк. Но, чтобы волк позволил надеть на себя эту цепь, Тюру пришлось вложить руку ему в пасть в знак отсутствия злых намерений. Когда Фенрир не смог освободиться, он откусил руку Тюра. Асы приковали Фенрира к скале глубоко под землёй и воткнули меч между его челюстями для того, чтобы предотвратить волка от откусывания чего-либо.
Рукоять (меча) упёрлась под язык, а острие — в нёбо. И так распирает меч ему челюсть. Дико он воет, и бежит слюна из его пасти рекою, что зовётся Вон. И так он будет лежать, пока не придёт конец света.
В день Рагнарёка, согласно прорицанию Вёльвы, Фенрир разорвёт свои оковы (согласно «Речам Вафтруднира» («Старшая Эдда»)). В финале же битвы Фенрир убьёт Одина, а за своего отца отомстит Видар — древнескандинавский бог мщения и безмолвия, сын Одина и великанши Грид.